# Nezahualcóyotl (region)
Nezahualcóyotl (spanska: Región X Nezahualcóyotl) är en region i delstaten Mexiko bildad 2006. Den gränsar till huvudstaden Mexico City i väst, och regionerna Ecatepec i norr, Texcoco ost och Chimalhuacán sydost.
Nezahualcóyotl tillhörde tidigare Texcocoregionen, innan den bröts ut till en egen region.

## Kommuner i regionen
Regionen består bara av kommunen Nezahualcóyotl (2020).